# Aljaraque
Aljaraque ist eine Gemeinde und auch eine Stadt in der spanischen Provinz Huelva. Sie hat 22.489 Einwohner (Stand: 2024) und liegt etwa acht Kilometer von der Provinzhauptstadt Huelva entfernt. Der Ort ist von allen Orten der Provinz in den letzten zehn Jahren am stärksten gewachsen.
Nahe der Provinzhauptstadt Huelva liegt Aljaraque auf der andern Flussseite des Odiel und dem Naturschutzgebiet Marismas del Odiel. Mit den heute drei Golfplätzen gilt Aljarque vor allem als (Winter-)Quartier für pensionierte und einigermaßen wohlhabende Briten.

## Sehenswürdigkeiten
Pfarrkirche Nuestra Señora de Los Remedios
Die heutige Anlage stammt aus dem 18. Jahrhundert und wurde über den Resten aus Mitte des 16. Jahrhunderts gebaut. Die letzte Renovierung stammt aus den 40er Jahren. Im Inneren findet man einige bemerkenswerte Exemplare an Bildstickereien, wie zum Beispiel ein Werk der Sevillanischen Schule Jesus von Nazaret, oder zwei Werke des Bildhauers León Ortega: Virgen de los Remedios und San Sebastian.
Kapelle San Sebastian
Gebaut auf den Kultstätten für die beiden Stadtpatronen San Sebastian und Nuestra Señora de los Remedios ist die Kapelle dem Stadtpatron San Sebastian gewidmet.